# 1963–1964-es vásárvárosok kupája
A hatodik alkalommal kiírásra kerülő Vásárvárosok kupája az 1963–1964-es idényben került megrendezésre. A kupát a Real Zaragoza hódította el a Valencia ellen.

## Első forduló
| Hazai csapat         | Össz. | Vendég csapat          | 1. meccs | 2. meccs | 3. meccs |
| -------------------- | ----- | ---------------------- | -------- | -------- | -------- |
| Copenhagen XI        | 4 – 9 | Arsenal FC             | 1 – 7    | 3 – 2    |          |
| FC Aris Bonnevoie    | 0 – 2 | RFC Liège              | 0 – 2    | 0 – 0    |          |
| Glentoran FC         | 1 – 7 | Partick Thistle FC     | 1 – 4    | 0 – 3    |          |
| Spartak Brno         | 7 – 1 | Servette FC            | 5 – 0    | 2 – 1    |          |
| FC Lausanne-Sport    | 4 – 4 | Heart of Midlothian FC | 2 – 2    | 2 – 2    | 3 – 2    |
| PAE Iraklísz         | 1 – 9 | Real Zaragoza          | 0 – 3    | 1 – 6    |          |
| Juventus FC          | 3 – 3 | OFK Beograd            | 2 – 1    | 1 – 2    | 1 – 0    |
| Atlético Madrid      | 2 – 1 | FC Porto               | 2 – 1    | 0 – 0    |          |
| SK Rapid Wien        | 4 – 2 | RC Paris               | 1 – 0    | 3 – 2    |          |
| Shamrock Rovers FC   | 2 – 3 | Valencia CF            | 0 – 1    | 2 – 2    |          |
| SC Leipzig           | 2 – 3 | Újpesti Dózsa          | 0 – 0    | 2 – 3    |          |
| Steagul Rosu Brasov  | 2 – 5 | PFK Lokomotiv Plovdiv  | 1 – 3    | 1 – 2    |          |
| Hertha BSC           | 1 – 5 | AS Roma                | 1 – 3    | 0 – 2    |          |
| NK Trešnjevka Zagreb | 1 – 4 | Belenenses             | 0 – 2    | 1 – 2    |          |
| 1. FC Köln           | 4 – 2 | KAA Gent               | 3 – 1    | 1 – 1    |          |
| DOS Utrecht          | 2 – 8 | Sheffield Wednesday    | 1 – 4    | 1 – 4    |          |

## Második forduló
| Hazai csapat       | Össz. | Vendég csapat          | 1. meccs | 2. meccs |
| ------------------ | ----- | ---------------------- | -------- | -------- |
| Arsenal FC         | 2 – 4 | RFC Liège              | 1 – 1    | 1 – 3    |
| Partick Thistle FC | 3 – 6 | Spartak Brno           | 3 – 2    | 0 – 4    |
| FC Lausanne-Sport  | 1 – 5 | Real Zaragoza          | 1 – 2    | 0 – 3    |
| Juventus FC        | 3 – 1 | Atlético Madrid        | 1 – 0    | 2 – 1    |
| SK Rapid Wien      | 2 – 3 | Valencia CF            | 0 – 0    | 2 – 3    |
| Újpesti Dózsa      | 3 – 1 | PFK Lokomotiv Plovdiv  | 0 – 0    | 3 – 1    |
| AS Roma            | 3 – 1 | Belenenses             | 2 – 1    | 1 – 0    |
| 1. FC Köln         | 5 – 3 | Sheffield Wednesday FC | 3 – 2    | 2 – 1    |

## Negyeddöntők
| Hazai csapat  | Össz. | Vendég csapat | 1. meccs | 2. meccs | 3. meccs |
| ------------- | ----- | ------------- | -------- | -------- | -------- |
| RFC Liège     | 2 – 2 | Spartak Brno  | 2 – 0    | 0 – 2    | 1 – 0    |
| Real Zaragoza | 3 – 2 | Juventus FC   | 3 – 2    | 0 – 0    |          |
| Valencia CF   | 6 – 5 | Újpesti Dózsa | 5 – 2    | 1 – 3    |          |
| AS Roma       | 3 – 5 | 1. FC Köln    | 3 – 1    | 0 - 4    |          |

## Elődöntők
| Hazai csapat | Össz. | Vendég csapat | 1. meccs | 2. meccs | 3. meccs |
| ------------ | ----- | ------------- | -------- | -------- | -------- |
| RFC Liège    | 2 – 2 | Real Zaragoza | 1 – 0    | 1 – 2    | 0 – 2    |
| Valencia CF  | 4 – 3 | 1. FC Köln    | 4 – 1    | 0 – 2    |          |

## Döntő
| 1964. június 25. |

| Real Zaragoza           | 2 – 1   | Valencia CF |
| ----------------------- | ------- | ----------- |
| Villa 40' Marcelino 83' | (1 – 1) | Urtiaga 42' |

| Camp Nou, Barcelona Nézőszám: 50 000 Játékvezető: Joaquim Campos (portugál) |

| Az 1963–1964-es vásárvárosok kupája győztese |
| -------------------------------------------- |
| Real Zaragoza 1. cím                         |